# Winnipeg Thunder
I Winnipeg Thunder sono stati una franchigia di pallacanestro della World Basketball League e della NBL Canada, con sede a Winnipeg, nel Manitoba, attivi tra il 1992 e il 1994.
Debuttarono nella WBL nella stagione 1992. Dopo il fallimento della lega a stagione in corso, aderirono alla NBL. Scomparvero dopo il fallimento della NBL nel 1994.

## Stagioni
| Stagione | Lega | Denominazione    | V  | P  | %    | Piazzamento | Play-off   |
| -------- | ---- | ---------------- | -- | -- | ---- | ----------- | ---------- |
| 1992     | WBL  | Winnipeg Thunder | 15 | 22 | 40,5 | 6º          | -          |
| 1993     | WBL  | Winnipeg Thunder | 29 | 17 | 63,0 | 2º          | Semifinale |
| 1994     | WBL  | Winnipeg Thunder | 10 | 15 | 40,0 | 6º          | -          |